# Härämäe
Härämäe – wieś w Estonii, w prowincji Võru, w gminie Rõuge.